# DIVE (坂本真綾のアルバム)
『DIVE』（ダイブ）は、坂本真綾の2枚目のオリジナルアルバム。1998年12月19日にビクターエンタテインメントから発売された。

## 概要
前作『グレープフルーツ』から、1年8か月ぶりにリリースされた。キャッチコピーは「坂本真綾だけが歌える、ありふれない恋のうた。」。2010年3月24日にflying DOGから再発売された。なお、本作は1999年には『ミュージック・マガジン』誌において歌謡曲&ポップス部門1位に選ばれている。
4枚目のシングル『走る』とそのカップリングである「パイロット」はこのアルバムからの先行シングルであるがノンタイアップ楽曲だったため、アニメ関連の楽曲は一切収録されておらず、全曲オリジナルの楽曲である。
累計出荷枚数は1.3万枚。

## 収録曲
| 全作曲・編曲: 菅野よう子。 |                      |                      |            |      |
| #                          | タイトル             | 作詞                 | 作曲・編曲 | 時間 |
| 1.                         | 「I.D.」             | 坂本真綾             | 菅野よう子 | 4:40 |
| 2.                         | 「走る」(Album Ver.) | 岩里祐穂             | 菅野よう子 | 5:34 |
| 3.                         | 「Baby Face」        | Tim Jensen           | 菅野よう子 | 4:39 |
| 4.                         | 「月曜の朝」         | 岩里祐穂             | 菅野よう子 | 4:06 |
| 5.                         | 「パイロット」       | 坂本真綾             | 菅野よう子 | 3:56 |
| 6.                         | 「Heavenly Blue」    | 坂本真綾・Tim Jensen | 菅野よう子 | 4:49 |
| 7.                         | 「ピース」           | 坂本真綾             | 菅野よう子 | 4:51 |
| 8.                         | 「ユッカ」           | 岩里祐穂             | 菅野よう子 | 4:53 |
| 9.                         | 「ねこといぬ」       | 坂本真綾             | 菅野よう子 | 4:04 |
| 10.                        | 「孤独」             | 岩里祐穂             | 菅野よう子 | 4:58 |
| 11.                        | 「DIVE」             | 岩里祐穂             | 菅野よう子 | 5:26 |
| 合計時間:                  | 合計時間:            | 合計時間:            | 51:56      |      |

## 参加ミュージシャン
| I.D. - Drums：Neal Wilkinson - E.Bass：Andy Pask - Guitar：Huge Burns - Keyboards＆A.Piano：菅野よう子 - Sound Architect：浦田恵司 - Orchestra Leader：Gavyn Wright - Contractor：Isobel Griffiths - Percussion：岡部洋一 - Background Vocal：坂本真綾 走る - Drums：Neal Wilkinson - E.Bass：Andy Pask - Guitar：Huge Burns - Keyboards：菅野よう子 - Sound Architect：浦田恵司 - Orchestra Leader：Gavyn Wright - Contractor：Isobel Griffiths - Background Vocal：坂本真綾・Gabriela Robin Baby Face - Drums：Neal Wilkinson - E.Bass：Andy Pask - Guitar：Huge Burns - Keyboards＆A.Piano：菅野よう子 - Sound Architect：浦田恵司 - Percussion：岡部洋一 - Background Vocal：広谷順子・比山貴詠史・木戸やすひろ・坂本真綾 月曜の朝 - Keyboards：菅野よう子 - Sound Architect：浦田恵司 - Guitars：今堀恒雄 - Background Vocal：坂本真綾 パイロット - Drums：Neal Wilkinson - E.Bass：Andy Pask - Guitar：Huge Burns - Keyboards：菅野よう子 - Sound Architect：浦田恵司 - Orchestra Leader：Gavyn Wright - Contractor：Isobel Griffiths - Background Vocal：坂本真綾 Heavenly Blue - Keyboards：菅野よう子 - Sound Architect：浦田恵司 - Trumpet：荒木敏男 - Trombone：村田陽一 - A.Sax：山本拓夫 - Background Vocal＆Chorus：広谷順子・比山貴詠史・木戸やすひろ・坂本真綾 | ピース - Drums：佐野康夫 - A.Bass：渡辺等 - Guitars：今堀恒雄 - Keyboards：菅野よう子 - Sound Architect：浦田恵司 - Trumpet：荒木敏男 - Trombone：村田陽一 - A.Sax：山本拓夫 - Percussion：岡部洋一 - Background Vocal：坂本真綾 ユッカ - Drums：佐野康夫 - E.Bass：渡辺等 - Guitar：今堀恒雄 - Keyboards：菅野よう子 - Sound Architect：浦田恵司 - Strings：篠崎正嗣グループ - Background Vocal＆Chorus：坂本真綾 ねこといぬ - Keyboards＆A.Piano：菅野よう子 - E.Bass：Andy Pask - Sound Architect：浦田恵司 - Orchestra Leader：Gavyn Wright - Contractor：Isobel Griffiths 孤独 - Drums：Neal Wilkinson - E.Bass：Andy Pask - Guitar：Huge Burns - Keyboards＆A.Piano：菅野よう子 - Sound Architect：浦田恵司 - Cello Solo：Anthony Pleeth - Background Vocal：坂本真綾 DIVE - Drums：Neal Wilkinson - E.Bass：Andy Pask - Guitar：Huge Burns - Keyboards：菅野よう子 - Sound Architect：浦田恵司 - Orchestra Leader：Gavyn Wright - Contractor：Isobel Griffiths |